# 로드니 로스먼
로드니 로스먼(영어: Rodney Rothman)은 미국의 영화 프로듀서, 영화 각본가이다.